# 윌리엄 에클즈
윌리엄 헨리 에클즈 FRS (1875년 8월 23일 – 1966년 4월 29일)는 영국의 물리학자이자 무선 통신 개발의 선구자이다.
영국 랭커셔의 배로인퍼니스(Barrow-in-Furness)에서 태어났다. 1898년 런던 왕립과학대학을 졸업 한 후 이탈리아 라디오 기업가인 굴리엘모 마르코니의 조수가 되었다. 1901년에 왕립과학대학에서 박사 학위를 받았다. 에클즈는 상부 대기의 전도 층이 지구의 곡률 주위에 전파를 반사하여 장거리 전송이 가능하다는 올리버 헤비사이드(Oliver Heaviside)의 이론을 옹호했다. 원래 케넬리-헤비사이드(Kennelly–Heaviside) 층으로 알려진 이 지구 대기 영역은 전리층으로 알려지게 되었다. 1912년 에클즈는 낮과 밤 동안에 전파의 이동에 차이가 나타나는 현상이 태양 복사에 의한 것이라고 제안하였다. 그는 전파의 대기 교란에 대한 실험을 수행했는데 작업에서 파동 감지기와 증폭기를 사용했다. 에클즈는 양극과 음극의 두 개의 전극을 포함하는 진공 유리관을 설명하기 위해 다이오드라는 용어를 고안했다.
제1차 세계 대전 이후 에클즈의 주요 관심사는 전자 회로 개발이었다. 1918년에 그는 FW Jordan과 협력하여 컴퓨터에서 전자 메모리의 기초가 된 플립 플롭 회로의 특허를 얻었다. 1919년에 에클즈는 Imperial Wireless Committee의 부회장이 되었다. 그는 최초의 장파 라디오 방송국의 설계를 도왔으며 1922년 설립 된 영국 방송사 (이후 BBC )의 초기 작업에 참여했다.
윌리엄 에클즈는 왕립학회 회원(FRS)이었다. 1928년부터 1930년까지 물리학회 회장, 1926년 IEE ( Institution of Electrical Engineers ) 회장, 1923 ~ 24년 영국 라디오 협회 (RSGB) 회장을 역임했다.
1966년 옥스포드에서 사망하였다.